# كارول كوين
كارول كوين (بالإنجليزية: Carol Queen) مؤلفة ومحررة وعالمة اجتماع وعالمة جنس أمريكية ناشطة في الحركة النسوية الإيجابية للجنس. كتبت كوين عن الجنس البشري في كتاب ايجابية الجنس. وكتبت برنامجًا تعليميًا عن الجنس، باسم افتضاح الخجل.
أنتجت كوين أفلامًا وأحداثًا وورش عمل ومحاضرات للبالغين. وظهرت كمدربة ونجمة في كل من قسمي سلسلة Bend Over Boyfriend حول الجنس الشرجي بين الإناث والذكور. عملت أيضًا كمحرر للتجميعات والمختارات. وهي معلمة جنسية في الولايات المتحدة.

## روابط خارجية
- كارول كوين على موقع IMDb (الإنجليزية)
- كارول كوين على موقع إن إن دي بي (الإنجليزية)
- كارول كوين على موقع قاعدة بيانات الفيلم (الإنجليزية)
- الموقع الرسمي
- مركز الجنس والثقافة نسخة محفوظة 2 يوليو 2006 على موقع واي باك مشين.
- Fatale Media منتج سلسلة الفيديو Bend Over Boyfriend .
- مؤسسة وودهول